# Teresa Ann Savoy
Teresa Ann Savoy (London, 1955. július 18. – Milánó, Olaszország, 2017. január 9.) angol színésznő. Beceneve: Terry. Az 1970-es évek közepétől Olaszországban filmezett bő egy évtizeden keresztül. A korszak három ismert botrányfilmjében is fontos szerepeket játszott.

## Pályafutása
A kalandvágyó Teresa 16 évesen megszökött otthonról. Egy ideig Szicíliában élt egy hippi közösségben. 18 éves korában a Playmen nevű olasz szexmagazinnak pózolt: az 1973 októberében megjelent fotók meglepően nagy sikert arattak. Mivel Teresa elég egyértelműen kinyilvánította, hogy hamvas bájait kész feláldozni a magasművészetek oltárán, hamarosan színre léptek azok a rendezők, akik igényt tartottak munkájára. Elsőként a veterán rendező Alberto Lattuada bízta meg egy értelmi fogyatékos, nimfomániás lány megformálásával a Le farò da padre (1974) című filmjében. Ezt követően az akkoriban Olaszországban dolgozó Jancsó Miklós kérte fel a Magánbűnök, közerkölcsök (1976) című alkotásának női főszerepére. A mű cselekménye lényegében a mayerlingi tragédián alapul, Teresa a tragikus sorsú Vetsera Mária bárónőt játszotta. Jancsó koncepciójában a figura hermafrodita. Részben ezért, részben a számos meztelen jelenet – köztük csoportszex – miatt a film komoly felzúdulást keltett: a művet a cenzúra betiltotta, az alkotókat pornográfia vádjával bíróság elé idézték, végül felmentették. Érdemes megemlíteni, hogy a szerepet Jancsó állítólag Sáfár Anikónak szánta eleinte, aki ezt színházi elfoglaltságai miatt nem tudta vállalni. Mire az akadályok elhárultak, a magyar művésznő már csak kisebb színészi feladatot kapott a műben, melyben feltűnik a Cicciolinaként ismert Staller Ilona is. A további fontosabb szerepeket Teresa mellett Balázsovits Lajos, Laura Betti, Pamela Villoresi és Franco Branciaroli játszották.

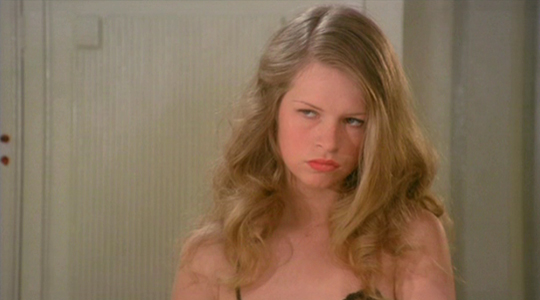
Margherita szerepében a Salon Kitty című filmben

Jancsó után a filmerotika mesterének számító Tinto Brass ajánlott szerepet Savoy számára: a Salon Kitty (1976) című ún. erotikus drámában Margherita, az öntudatos náci honleány szerepét alakította. Margherita hazafias érzelmeitől vezetve vállalkozik arra, hogy prostituáltként dolgozzon a náci vezérkar szórakoztatására, akiket nem mellékesen le is hallgat egy kifejezetten e célra létrehozott bordélyban, de mikor egyik alkalmi partnere, akibe beleszeret, kivégzőosztag elé kerül, a leány bosszút esküszik. A merész jelenetekben bővelkedő filmet a cenzúra több helyütt megrövidítette. Teresa partnerei egyébként a filmben Ingmar Bergman felfedezettje, aki Ingrid Thulin és Luchino Visconti kedvenc színészének számított, Helmut Berger volt.  Tinto Brass annyira elégedett volt Savoyjal, hogy következő filmjébe őt ajánlotta a producereknek Drusilla szerepére, miután az eredetileg szerződtetett Maria Schneider kisétált a forgatásról, mert nem akart részt venni egy vélhetően túl merész jelenetben. A produkció a hírhedt Caligula (1979) volt, melynek forgatása és bemutatása között évek teltek el. Bár Teresának e filmben gyakran kellett teljesen meztelenkednie és kosztümjei (melyek tervezője Danilo Donati volt) is meglehetősen hiányosak voltak, azonban igencsak illúziókeltő volt az őrült császár nővérének szerepében.
Ez után egy másik filmben tűnik fel, ahol már szerepét nem kísérte meztelenkedés: Sergio Sollima nálunk is népszerű Sandokan-filmjeinek egyikében A tigris még él: Sandokan, a felkelő (1977) c. alkotásban alakított egy félig európai, félig maláj amazont. A Salói Köztársaság idején játszódik a La Disubbidienza (1981) című film: ebben Teresa egy vonzó zsidó lányt alakít, aki megpróbálja bevezetni a testiség örömeibe ifjú megmentőjét, akinek mellesleg az apjával is viszonyt folytat.  Ugyanebben az évben Jancsó Miklós újabb szerepre szerződtette a színésznőt A zsarnok szíve, avagy Boccaccio Magyarországon című filmjébe. A művet a fesztiválokon és a díszbemutatókon nagy érdeklődés mellett vetítették, de szélesebb forgalmazásban nem lett sikeres. Mauro Bolognini A pármai kolostor (1982) című Stendhal-adaptációja (tévésorozat) viszont igen népszerű volt a tévécsatornák műsorán. Teresa kései szereplései közül említésre érdemes a Gabriele D’Annunzio szerelmi életét bemutató, Magyarországon is vetített film, a D’Annunzio (1985). 1986-ban felhagyott a filmezéssel, és csak 2000-ben tért vissza egy kis szerep erejéig az első olasz digitális produkcióban (La Fabbrica del vapore). 
A 2000-es években Savoy visszavonultan él férjével Milánóban, két gyermek édesanyjaként. Itt hunyt el rákbetegség következtében 2017-ben.

## Filmjei
- 1974 Le farò da padre
- 1976 Magánbűnök, közerkölcsök (Vizi privati, pubbliche virtù)
- 1976 Kitty szalon (Salon Kitty)
- 1977 A tigris még él: Sandokan, a felkelő (La Tigre è ancora viva: Sandokan alla riscossa!)
- 1979 Caligula (Caligola)
- 1980 Poco a poco (tévésorozat)
- 1981 A pármai kolostor (La Certosa di Parma) (tévésorozat); Pallavicino hergenő
- 1981 A zsarnok szíve, avagy Boccaccio Magyarországon
- 1981 La Disubbidienza
- 1983 Capitaine X (tévésorozat)
- 1984 Il Ragazzo di Ebalus
- 1985 D’Annunzio
- 1986 La Donna del traghetto
- 1986 Rose (tévéfilm)
- 2000 La Fabbrica del vapore